# نووا اولشنا
نووا اولشنا (به چکی: Nová Olešná) یک منطقهٔ مسکونی در جمهوری چک است که در ناحیه ییندریخوف هرادتس واقع شده‌است. نووا اولشنا ۷٫۲۳ کیلومتر مربع مساحت و ۱۰۱ نفر جمعیت دارد و ۵۴۳ متر بالاتر از سطح دریا واقع شده‌است.